# Chad Cromwell
Chad Cromwell, né le 14 juin 1957 à Paducah (Kentucky), est un batteur rock américain. Il a notamment joué avec Neil Young et Mark Knopfler.

## Carrière
Début de carrière en 1986 avec  Joe Walsh.
En 1987 il collabora avec Neil Young & The Bluenotes, pour l'album This Note's for You, puis enregistra Freedom (1989), Prairie Wind (2005) Living with War (2006) et Chrome Dreams II (2007). Il apparaît sur le documentaire Heart of Gold de Jonathan Demme.
Avec Mark Knopfler il participe aux albums Golden Heart (1996), Sailing to Philadelphia (2000), The Ragpicker's Dream (2002) et Shangri-La (2004).